# Lunohod–1
Koordináták: é. sz. 38,32507°, ny. h. 36,99490°38.325070°N 36.994900°W
A Lunohod–1 (oroszul: Луноход-1) volt az első Holdra juttatott, távirányítású automata holdjármű, amelyet emberi beavatkozás nélkül irányítottak egy másik égitest felszínén. Ez a szovjet Luna-program keretében megvalósított küldetés keretében készült, és a Luna–17 űrszonda szállította a Hold felszínére, ahol 1970. november 17-én sikeresen landolt az Esők tengerén.

## Küldetése
A küldetés elsődleges célja az volt, hogy egy távirányítású holdjármű segítségével részletesen tanulmányozzák a Hold felszínét, beleértve annak geológiai tulajdonságait (talajösszetétel és mechanikai jellemzők), a helyi mágneses mezőt, a kozmikus sugárzás szintjét és a felszíni környezeti („időjárási”) viszonyokat.

## Jellemzői
Méretei: teljes tömege 756 kilogramm, magassága 1,35 méter, hossza 2,22 méter, szélessége 2,15 méter. A jármű 8 darab, egyenként 0,51 méter átmérőjű, független felfüggesztésű kerékkel mozgott.
Felépítése:
- könnyűszerkezetű vázra épített, független felfüggesztésű kerekek
- hatékony lengéscsillapítók a terep egyenetlenségeinek kiküszöbölésére
- rúdantennák a földi kommunikációhoz
- lézertükör (retroreflektor) a Föld-Hold távolság precíz méréséhez, valamint a napelemek töltöttségét is befolyásoló, felnyitható fedél
- mozgató elektromotorok és vezérlő automatikák
- környezeti kockázatokat (pl. meredek lejtő) érzékelő rendszerek
- talajmintavevő és elemző eszközök
- hermetikusan lezárt, üst alakú műszertartály a berendezések védelmére
- aktív hőmérséklet-szabályozó rendszer
- kémiai akkumulátorok az energia tárolására
- Polónium-210 izotópot tartalmazó radioizotópos hőforrás az éjszakai fűtéshez
- kétirányú rádió adó-vevő egység.

Tudományos és műszaki eszközei:
- RIFMA röntgenfluoreszcens spektrométer a talaj kémiai összetételének meghatározására
- PrOP пенетромéter a talaj fizikai tulajdonságainak (sűrűség, teherbírás) mérésére
- Talajmechanikát vizsgáló mérőeszközök
- Francia gyártmányú lézer-retroreflektor (macskaszem)
- Négy panoráma-telefotométer (televíziós kamera) a környezet és a jármű mozgásának megfigyelésére, valamint a navigáció támogatására

Mozgatása: A holdjárművet a Földről, egy ötfős irányítócsoport (parancsnok, vezető, navigátor, operátor, rádiós) irányította valós időben, de a parancsok kiadása és a visszajelzések vétele közötti, nagyjából 2,6 másodperces időeltolódás miatt a mozgást csak kis szakaszokban, óvatosan hajthatták végre. Ez a késleltetés kizárta a folyamatos haladást, mivel az veszélyeztette volna a jármű épségét a váratlan akadályok miatt.
Hőszigetelése: A Lunohod tervezőinek szembe kellett nézniük a Holdon tapasztalható extrém hőmérsékleti ingadozásokkal: a holdnappal során a felszíni hőmérséklet akár +120-130 °C-ra is felhevülhet, míg az éjszaka folyamán -150-170 °C-ra süllyedhet. A kritikus berendezések védelmére egyfajta „termosz” megoldást alkalmaztak: a hermetikusan zárt műszertartály belsejében igyekeztek közel állandó, üzemi hőmérsékletet fenntartani. Az akkumulátorok újratöltését a nappali időszakban a felnyitható fedél belső oldalán elhelyezett napelemek biztosították. Az éjszakai túléléshez és az akkumulátorok optimális hőmérsékletének fenntartásához egy Polónium-210 izotópot használó radioizotópos hőforrást alkalmaztak, amely folyamatosan hőt termelt. A holdbéli éjszaka rendkívül hosszú, mintegy 14 földi napig tart, ezért az energiaellátás és a hőháztartás fenntartása kritikus volt. A hőveszteség minimalizálását a műszertartály speciális hőszigetelésével (többrétegű szigetelő „takaró”), a külső felületek alacsony hőelnyelésű bevonatával (ezüst szín), valamint az üst alsó részének a talajhoz közeli hőmérsékletre optimalizálásával érték el. A működő műszerek által termelt hőt szintén felhasználták a belső hőmérséklet stabilizálására. Az éjszakai periódusok alatt a jármű alvó üzemmódba kapcsolt, csak rövid kapcsolatfelvételek során sugárzott telemetriai és hőmérsékleti adatokat a Földre, hogy minimalizálják az energiafogyasztást és ellenőrizzék a belső hőmérsékletet. A mérések alapján a rendszer sikeresen tartotta a belső hőmérsékletet a tervezett +18 °C körüli értéken.

## Programja
1970. november 17.: A Luna–17 leszállóegység sikeresen landolt az Esők-tengerének (Mare Imbrium) egy viszonylag sík területén. A szállítóegységből és a tetején elhelyezett, 756 kilogramm tömegű holdrobotból álló komplexum landolását követően mintegy 2,5 órával a Lunohod–1 óvatosan legördült a lejárórámpákon, és körülbelül 1,2 méterre állt meg a leszállóegységtől. Ezt követően megkezdődött a holdjármű rendszereinek és tudományos berendezéseinek alapos, távvezérelt ellenőrzése.
November 19.: Az első óvatos mozgásokat végezték, néhány métert haladva előre és hátra. Az ellenőrző kamerák képei alapján meggyőződtek arról, hogy a kerekek és a futómű megfelelően működik, és stabilan tartja a műszeregységet a holdi talajon.
November 22.: A holdjármű felkészült az első, közel két hétig tartó holdéjszakára. Ennek részeként lecsukta a napelemeket védő és a radioizotópos hőforrás hőjét bent tartó fedelét, amely egyben a lézerreflektort is hordozta.
November 25.: A Krími Asztrofizikai Obszervatórium csillagászai sikeresen bemérték a Lunohod fedelén elhelyezett lézerreflektort. Lézerimpulzusokat küldtek a Holdra, és észlelték a visszaverődő jeleket, ezzel megkezdve a Föld-Hold távolság nagy pontosságú mérését célzó kísérletsorozatot.
December 9.: Az első holdéjszaka végeztével ismét felnyitották a fedelét, hogy a napsugárzás elkezdhesse tölteni az akkumulátorokat. Az űrjármű rendszereinek távvezérelt ellenőrzése körülbelül egy órát vett igénybe, és megerősítette, hogy a jármű sikeresen átvészelte a szélsőséges hideget. A műszertartály hőmérsékletét a nappali túlmelegedés ellen is védeni kellett, ezt a rendszer automatikusan szabályozta. A napelemek hatékonyságát és élettartamát növelte, hogy a napenergiát az állítható fedéltükör segítségével optimális szögben vetítették a cellákra. A tükör berilliumból készült, amely hatékonyan veri vissza a fényhullámokat, de kevésbé az infravörös (hő) sugárzást, így javítva az energiaátalakítás hatásfokát. Ezt követően megindították a Lunohodot, tesztelve az elektromos motorok és a meghajtás működőképességét. A televíziós rendszer kifogástalan minőségű képeket továbbított a környezetről.
December 12. és december 13.: Két nap alatt összesen 4,5 órán keresztül tartottak fenn aktív kapcsolatot a holdjárművel. Ez idő alatt 252 métert tett meg a felszínen, miközben panorámafelvételeket készített és talajvizsgálatokat végzett. A mozgási periódusok alatt a napelemek és a radioizotópos hőforrás folyamatosan töltötték az akkumulátorokat.
December 18.: Újabb 197 métert tett meg, így a küldetés kezdete óta megtett teljes távolság 1022 méterre nőtt. A jármű továbbra is zavartalanul működött a meghatározott tudományos program szerint. A földi irányítók kihasználták az éjszakai műszakot (amikor a Szovjetunióban nappal volt), és további 263 métert haladtak a televíziós kamerák által előzetesen felderített és biztonságosnak ítélt terepen, kiválasztva a második holdéjszakára tervezett parkolóhelyet.
December 20.: Egy 3 óra 26 perces aktív szakaszban 337 métert haladt, útja során több kisebb kráteren is áthaladt, miközben azok morfológiáját, valamint a környező területet vizsgálta kameráival és műszereivel.

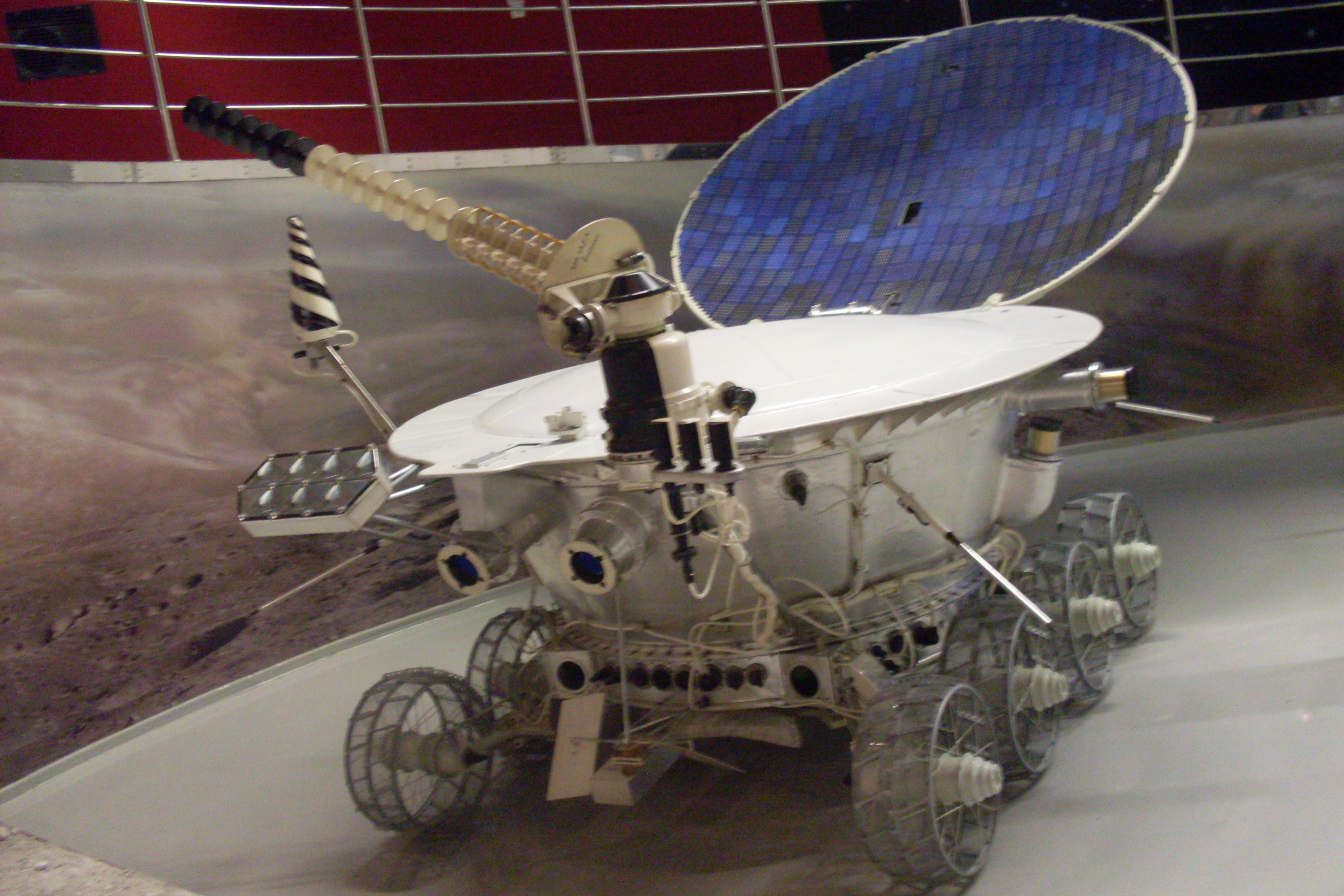
A Lunohod–1 eredetivel megegyező méretű makettje a moszkvai Űrhajózási Múzeumban

December 22.: A második holdéjszaka előtt a tükröt ismét a Föld felé fordították, hogy a földi obszervatóriumok folytathassák a lézeres távolságméréseket. A leszállás óta a jármű ekkorra már 1719 métert tett meg, és 1370 méterre távolodott el a Luna–17 leszállóegységtől.
1971. január 9.: A harmadik holdnappal kezdetén, egy 2,5 órás kommunikációs ablakban 140 métert haladt, folytatva a tudományos méréseket.
Január 11.: A földi irányítóközpont éjszakai műszakja során további 517 métert tett meg, és az irányítók a járművet fokozatosan a Luna–17 leszállóegység irányába fordították, egy tervezett visszatérési manőver részeként.
Január 18.: A holdjármű sikeresen visszatért a kiindulási pontjához, a Luna–17 leszállóegységhez, miután összesen 3593 métert tett meg addig. Ez a manőver bizonyította a navigációs rendszer pontosságát.
Április 10-ig: A jármű rendkívül sikeresnek bizonyult, még 10 teljes holdciklus (holdnap és holdéjszaka) után is működőképes maradt. Összesen körülbelül 49 órányi mozgás során 10 540 méter (10,54 km) távolságot tett meg a Hold felszínén. Ezalatt több mint 20 000 televíziós képet és 200 darab, 360 fokos panorámaképet készített (némelyikükön akár 50 kilométeres távolságban lévő objektumok is felismerhetők voltak), több mint 500 alkalommal mérte a talaj fizikai tulajdonságait, és 25 helyszínen végzett részletes kémiai elemzést a RIFMA műszerrel.
Szeptember 14.: Ezen a napon történt az utolsó sikeres rádiókapcsolat a Lunohod–1-gyel. A Holdra szállást követően összesen 322 földi napig működött (11 holdnapon át), ebből hivatalosan 301 napon, 6 órán és 37 percen keresztül tartott a küldetése. Működésének végét valószínűleg a polónium radioizotópos hőforrás kimerülése okozta, ami miatt a holdéjszaka alatt a belső hőmérséklet kritikusan lecsökkent, végleg tönkretéve az elektronikát. A lézerreflektor azonban feltételezhetően nyitott helyzetben maradt, ami elméletileg továbbra is lehetővé tette a földi lézeres távolságméréseket, bár a pontos helyzetének ismerete nélkül ez sokáig lehetetlen volt. A szonda végül a hideg holdéjszakában végleg elhallgatott és működésképtelenné vált. Pontos végső tartózkodási helye közel 40 évig ismeretlen maradt a kutatók előtt.

## Utóélete
A holdjáró elveszettnek hitt pozícióját végül 2010. április 22-én azonosította be nagy pontossággal az amerikai NASA Lunar Reconnaissance Orbiter (LRO) űrszondája által készített nagy felbontású felszíni felvételek elemzésével. A pontos koordináták ismeretében még 2010 áprilisában egy kaliforniai kutatócsoport sikeresen végzett lézeres távolságmérést a Lunohod–1 retroreflektorával, meglepően erős visszavert jelet kapva. Ez a felfedezés és a sikeres mérés új lehetőségeket nyitott a Föld-Hold rendszer precíziós vizsgálatában. 2013 márciusában a francia Côte d'Azur Obszervatórium munkatársainak is sikerült jeleket fogni a holdjáró lézertükréről, bár a kedvezőtlen időjárási körülmények akkor akadályozták a nagy pontosságú mérések elvégzését.